# Турсун-бег
Турсун-бег (турски: Tursun Bey; вероватно рођен средином 1420-их у Бурси) био је османски бирократа и историчар који је написао хронику посвећену Мехмеду II.

## Биографија
О Турсуновом животу се мало зна, подаци потичу углавном из његове књиге (Tarih-i Ebü’l-feth). Не знајући ко му је прави отац, он зове свог ујака Чек Али Бега својим родитељем, који је био гувернер Бурсе. Према преживелим записима, његова породица је вероватно играла важну улогу у царству између 1380. и 1480.
Нема сигурних података о његовом рођењу, претпоставља се да се родио после 1426. године. Студирао је у медреси. На основу своје књиге, поред турског знао је и арапски и персијски. Постао је секретар Државног савета и такође је обављао неколико јавних функција у Анадолији. Као службеник, учествовао је у попису кућа, земаља и винограда након пада Цариграда. Највероватније је био присутан и при заузимању Цариграда 1453. године. Оно што је написао сугерише да је пратио Мехмеда II-ог у свом походу 1456. године. Био је присутан на церемонији обрезивања Бајазита и принца Мустафе у Једрену.
1456. или 1457. служио је у служби паше Махмуда, великог везира, и учествовао је у свим походима које је водио до 1468. године, када је пашу протерао султан. Турсун је затим пратио султана у походу на Молдавију у лето 1476. године, затим у Мађарску следеће зиме, а 1478. у поход на Албанију.
У уводу своје књиге Турсзун пише да је после Мехмедове смрти, починио је смртоносни грех, али да му је Султан Бајазит поштедео је живот. Према Ибн Кемалу, Турсунов грех је био то што је стао на страну Бајазитовог брата Џема у трци за престо. Након што му је султан опростио, он му је служио. Последњи поход у ком је учествовао био је усмерен против Мамелучког султаната, а његова књига се завршава битком код Аг-Чајирија 1488. године. Разлог за изненадни крај може бити тај што је Турсун затворен. Сматра се да је умро око 1491.

## Најважније дело
Његово главно дело, Tarih-i Ebü’l-feth ("Живот освајача") није хронолошка историографија, већ похвала Мехмеду II. Ова књига предсравља важан извор, јер је њен аутор био учесник у готово свим главним догађајима тог доба.